# Semachrysa jade
Semachrysa jade (лат.) — вид насекомых из подсемейства Chrysopinae семейства златоглазок (Chrysopidae), открытый благодаря любителю, разместившему первую фотографию в социальной фотосети Flickr. Юго-Восточная Азия: Малайзия (Селангор, Selangor State Park и Сабах: Tawau).

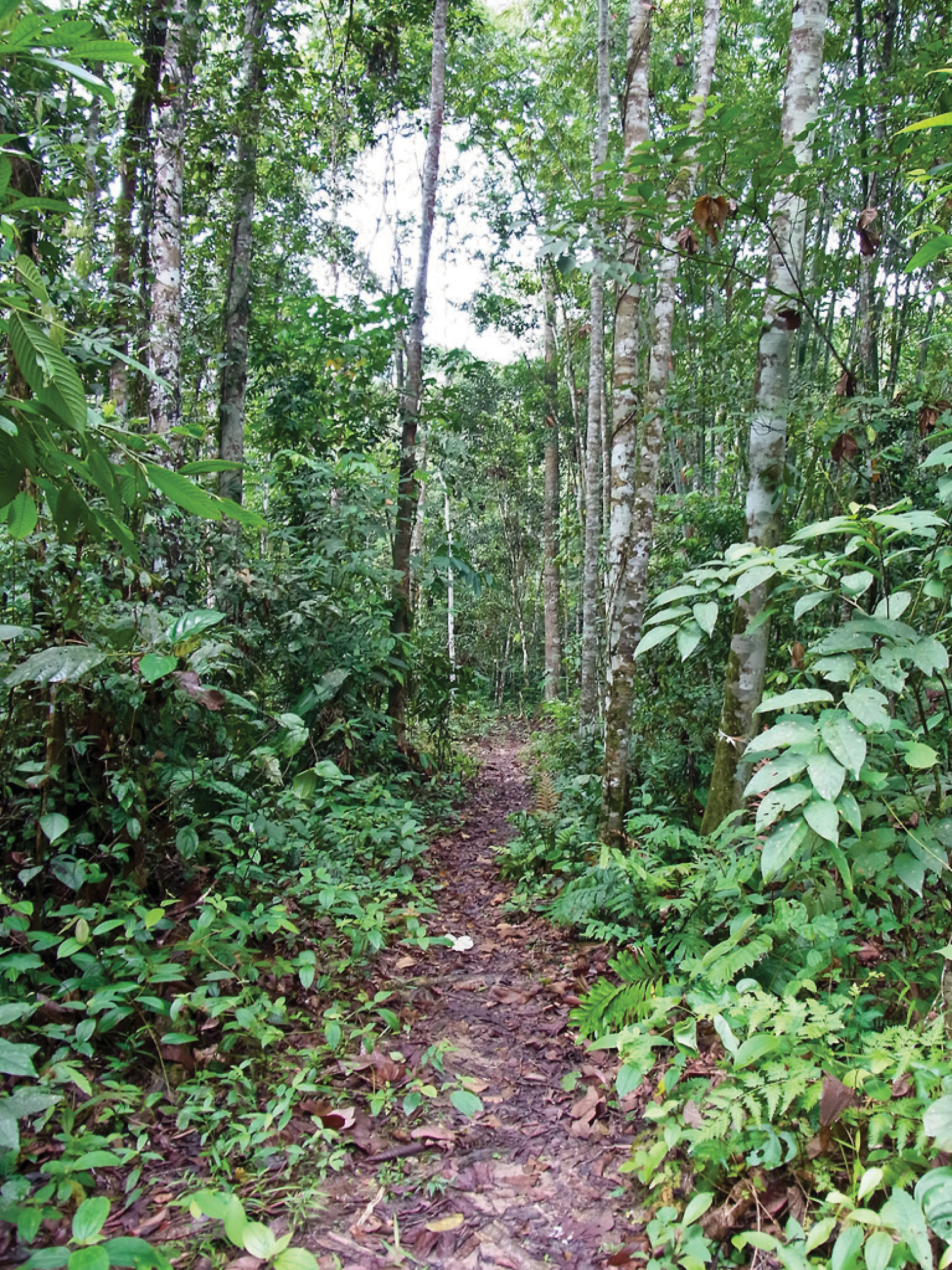
Типовая локация

## История открытия

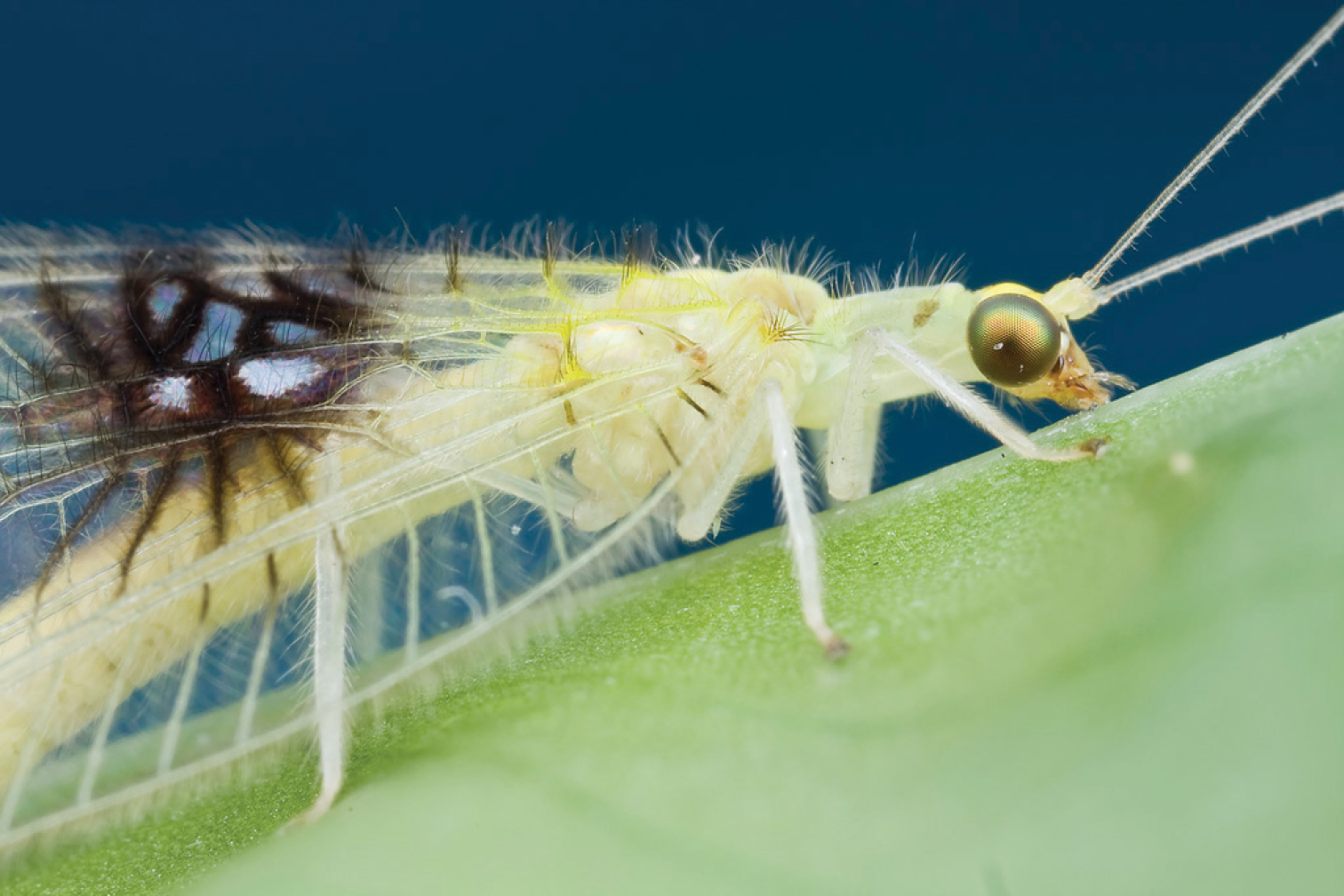
Крупный план насекомого

Новый вид был открыт случайно. После того как фотолюбитель под никнеймом Kurt Orion попросил определить видовую принадлежность златоглазки, чью фотографию он сделал неподалёку от Куала-Лумпура и разместил на фотобазе Flickr, откликнулся специалист-энтомолог из Калифорнии. Необычные чёрно-белые пятна на крыльях и их жилкование выделяли находку от ранее известных видов. Однако, так как любитель после фотосъёмок отпустил свою героиню на волю, то биологам пришлось просить его снова отправиться на место «происшествия». И новый вид действительно был обнаружен и послан почтой энтомологам для научного описания. Уже после появления фотографий в коллекциях Музея естествознания (Лондон) его сотрудники нашли представителя того же нового вида (Малайзия, Сабах: Tawau), который находился там с 1981 года.

## Описание

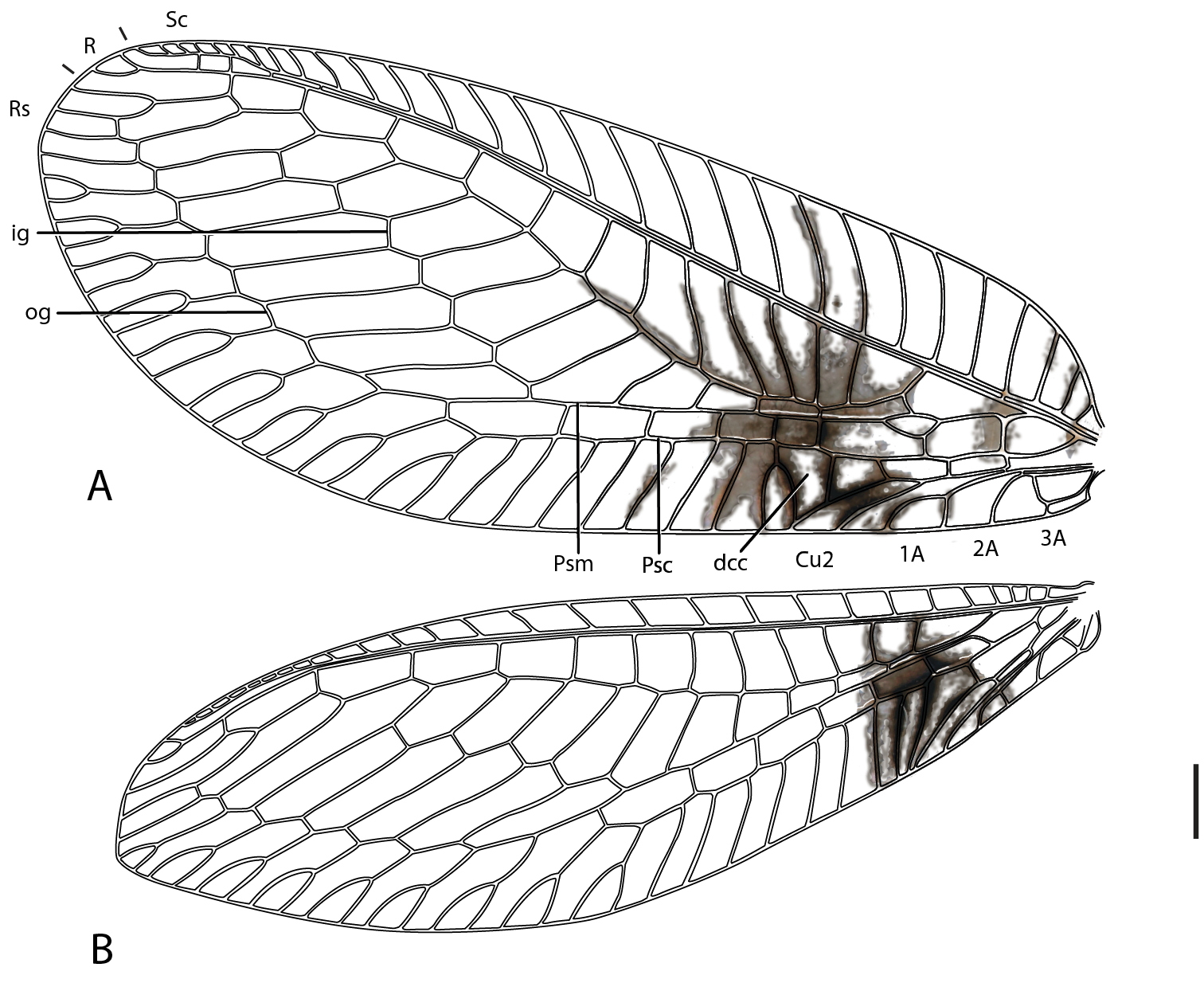
Жилкование крыльев

Длина переднего крыла 15 мм (длина заднего крыла — 13,5—14 мм). Общая окраска у живых экземпляров ярко-зеленая и жёлтая, с тёмными отметинами на голове, брюшке и обоих крыльях (бледно-желтые у высушенных экземпляров). Усики примерно 50-члениковые. От всех других видов рода Semachrysa отличается жилкованием крыльев. Более или менее Semachrysa jade похож на Semachrysa wallacei Brooks, 1983. Новый вид назван в честь Джейд Тани Уинтертон (Jade Tanya Winterton), дочери первого автора статьи. Вид был описан в 2012 году американским энтомологом Шоном Уинтертоном (Shaun L. Winterton), малайзийцем-фотолюбителем Хок Пин Гуеком (Hock Ping Guek; он же никнейм Kurt Orion) и английским энтомологом Стефеном Бруксом (Stephen J. Brooks).
От близких видов отличается следующими диагностическими признаками: обширные чёрные отметины с белыми отверстиями присутствуют в базальной части обоих крыльев; переднее крыло с четырьмя-пятью базальными поперечными жилками между R и Rs, сходящимися сзади Rs в основании близко приближающимися к Psm; имеются три поперечные жилки между Cu1 и Cu2, 1-я задняя краевая поперечная жилка раздвоена, её задний отросток присоединяется к Cu2 к краю; два тёмных пятна на лбу ниже усиков; одиночная маркировка между основаниями усиков; тёмные отметины медиально на 2-4 тергитах брюшка; седьмой стернит с заострённым задне-медиальным краем с пучком коротких тёмных щетинок.
Голова жёлтая с чёрной отметиной на темени между усиками и небольшой четырехугольной отметиной на лбу ниже основания усиков и проксимальнее края глаза; наличник с коричневым оттенком латерально; верхняя губа медиально выемчатая; усики бледно-зеленые, но в остальном без отметин, немного длиннее переднего крыла; щупики зелёные, без отметин. Переднегрудь зелёная с небольшой коричневой отметиной впереди на переднеспинке; щетинки короткие, зелёные, относительно редкие, более тёмные и более густые по бокам; среднеспинка и заднеспинка желто-зеленые, щиток темнее у сохранившегося экземпляра, среднеспинка бледно-желтая, щетинки редкие, варьируются от бледно-желтых до белых; ноги очень бледно-зеленые с белыми щетинками, щетинки короче и желтоватые дистально на передних голенях; дистальные членики и коготки буроватые на всех ногах. 
Крылья относительно закруглённые, костальное поле передних крыльев широкое, закругленное в основании, затем прямое к вершине крыла. Переднее крыло с сигмовидным Rs, близко сближающимся с псевдомедиальной (Psm) в основании: первые пять r-rs поперечных жилок конвергентны, остальные поперечные жилки субпараллельны; семь внутренних градиентных поперечных жилок, сливающихся с Psm; девять внешних градиентных поперечных жилок; три поперечные жилки между Cu1 и Cu2, 1-я задняя краевая поперечная жилка раздвоена задним ответвлением, присоединяющимся к Cu2. Заднее крыло с пятью внутренними градиентными поперечными жилками, семью наружными градиентными поперечными жилками; жилки крыла с щетинками относительно удлинённые и расположенные на ножке, ножки длиннее в базальной части крыла, цвет щетинок соответствует рисунку крыла и цвету жилкования крыла; крыло прозрачное с отметинами, в основном жилкование бледно-зелёное, костальные поперечные жилки переднего крыла тёмные спереди на 1-3 поперечных жилках и сзади на 8-10 поперечных жилках; базальная субкостальная поперечная жилка темная; мембрана затемнённая, жилкование тёмное в медиальной части обоих крыльев от жилки R до заднего края, отметины темнее сзади с ячейками (например, dcc, c2 и cu2) с белыми фенестрациями; базальная часть ячейки m2 затемнена; пятно у основания крыла на кубитальной жилке; четвёртая задняя краевая поперечная жилка дистально тёмная. 

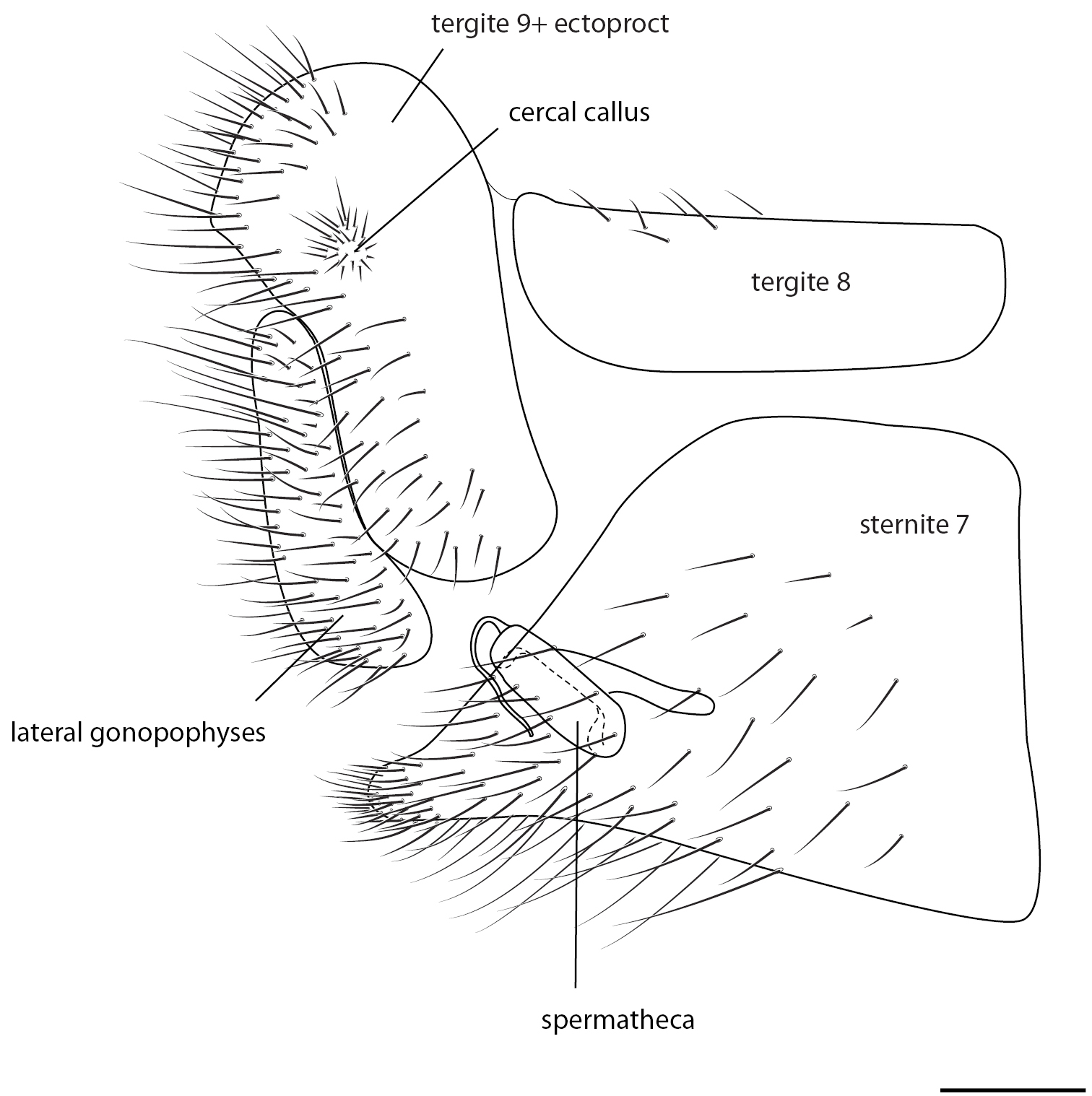
Терминалии

Брюшко жёлто-зелёное сверху, белое снизу; тёмная полоса на 2-4 тергитах; слабо выраженное тёмное пятно находится латерально на 3-5 тергитах; 8-й стернит находится медиально с пучком коротких сильных щетинок. Седьмой стернит с широко заостренным задне-медиальным краем с пучком коротких тёмных щетинок; субгенитальные части относительно широкие; сперматека с отростками-парусами (vela) относительно короткая и прямая; вентральное вдавление относительно неглубокое и широкое.